# Güntlespitze
Die Güntlespitze (auch Güntlispitze) ist ein 2092 m ü. A. hoher Grasberg aus Flysch in den Allgäuer Alpen. Er liegt im Kleinwalsertal in dem Bergzug, der die Ortschaft Baad im Westen begrenzt. Westlich der Güntlispitze liegt der Üntscheller und südöstlich die Hintere Üntschenspitze. In dem nach Norden ziehenden Kamm liegt der Hochstarzel.
Die Güntlispitze überschreitet ein markierter Weg, der vom Derrajoch über die Nordostflanke den Gipfel erreicht und im Westen zum Häfnerjoch führt. Im Winter wird der Berg häufig im Rahmen einer Skitour bestiegen.